# 刘湖
刘湖（1945年2月—） ，1945年2月出生於陝西省．是原中共中央總書記胡耀邦的次子，畢業於清華大學工程化學系。曾在清華大學、北京市化工研究所、國家進出口委等處任職。香港华润集团常务董事，副总经理。
1945年冬，胡耀邦夫妇将次子送给了陕北老乡刘世昌，胡耀邦坚持让孩子随老乡姓刘，老乡采取了一个折中方案，就叫刘湖（胡）。